# Кохены

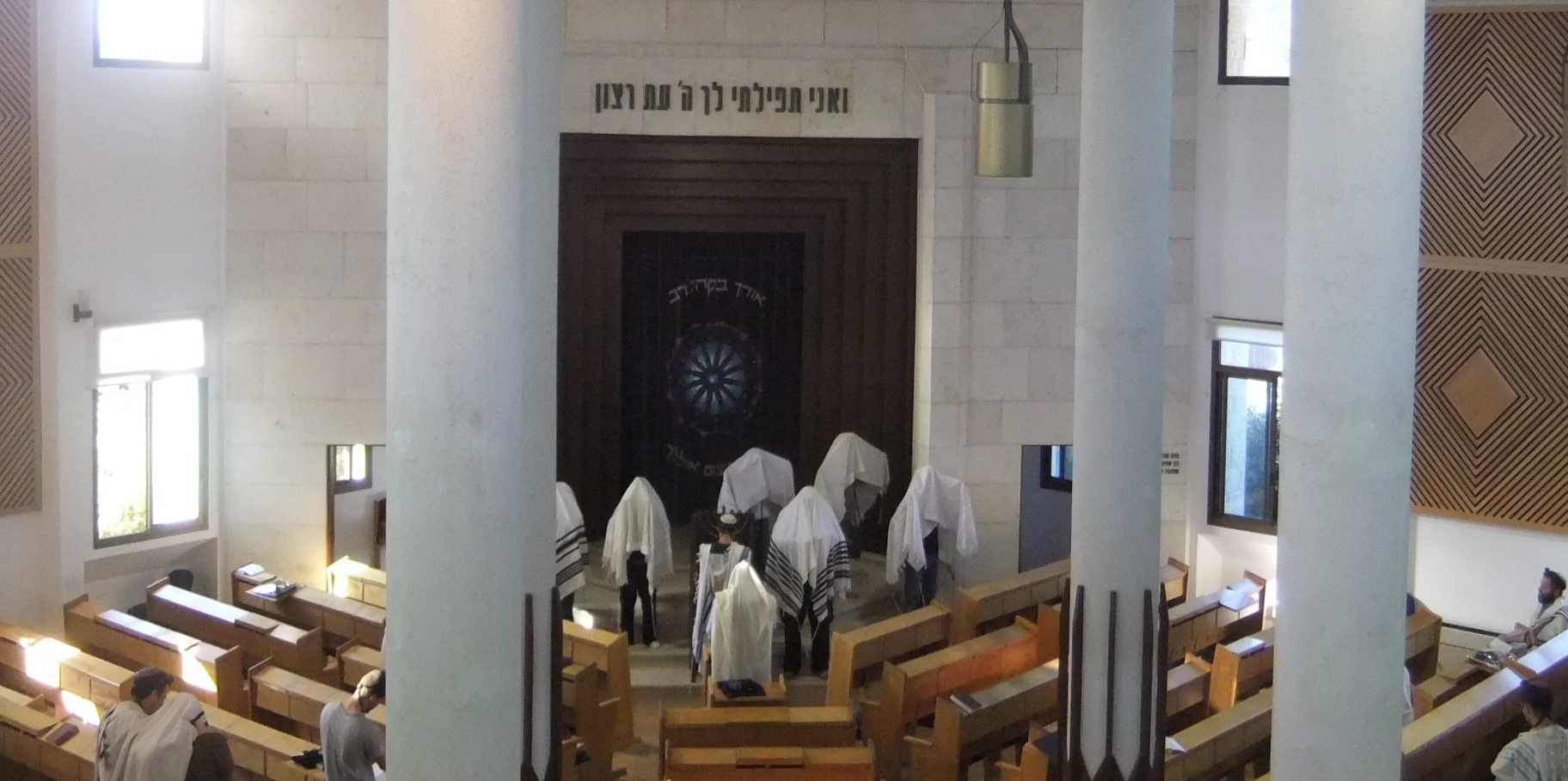
Кохены, накрывшись талитом, библейским тройным благословением благословляют евреев во время шахарит в синагоге

Кохе́ны (коэны, коге́ны, коганы, в Торе — мн. ч. др.-евр. כֹּהֲנִים‬, ед. ч. כֹּהֵן‬; в Септуагинте — мн. ч. др.-греч. ἱερεῖς, ед. ч. ἱερεὺς, досл.: «жрец», отсюда рус. иере́й) — сословие священнослужителей в иудаизме, состоящее из потомков рода Аарона. Кохены исполняли священнослужение сначала в Скинии, а впоследствии в Храме. Статус кохена передаётся по наследству по отцовской линии, при условии соблюдения ряда строгих ограничений.
В Библии этот термин применяется также и к жрецам языческих культов, например, «священники Баала» в четвёртой книге Царств 10:19.

## Происхождение кохенов
Согласно Библии, кохены появились как священники при походном святилище (Скинии).
В книге Исход рассказывается, что на горе Синай, ещё до получения Скрижалей Завета, Моисей получил повеление (Исх. 25:8—9) о строительстве святилища. Скиния была призвана быть местом обитания Бога, хранилищем ковчега Завета, и играть важнейшую роль в осуществлении возложенной на сынов Израиля миссии, включавшей установление форм служения Единому Богу. Изготовление было завершено спустя год после исхода из Египта.
Среди двенадцати колен было выделено колено Левия как колено, которое Господь Бог избрал и призвал на служение себе. Так, например, Моисей провозглашает левитов воинством веры, которое карает отступников мечом. В Скинии левиты должны были исполнять вспомогательные функции.
Из левитов происходили и Моисей и Аарон. Аарону и его сыновьям было заповедано исполнять обязанность священнослужения в Скинии — жертвоприношения, воскурение фимиама, благословение евреев и прочее. Они и их потомки (аарониды) стали священниками израильтян, кохенами. Для них и их рода священство отныне стало «уставом вечным» (Исх. 29:9, Исх. 40:12—15).
Чтобы Аарон и его сыновья стали кохенами при Скинии, Моисей провёл обряд помазания елеем над Аароном и его сыновьями и облачил их в особую одежду.

И приведи Аарона и сынов его ко входу в скинию собрания и омой их водою, и облеки Аарона в священные одежды, и помажь его, и освяти его, чтобы он был священником Мне.

И сынов его приведи, и одень их в хитоны, и помажь их, как помазал ты отца их, чтобы они были священниками Мне, и помазание их посвятит их в вечное священство в роды их.
— Исх. 40:12
После смерти Аарона на его место должен был быть выбран один из его сыновей, пройдя обряд помазания священным елеем и становясь таким образом великим священником (кохен ха-гадоль), который именовался также «помазанным жрецом» (ха-кохен ха-машиах), а также «кохеном, высшим из братьев своих». Первосвященнику принадлежало исключительное право выполнять определённые культовые обряды внутри святилища (Скинии, затем Храма), и лишь он один входил в Святая святых, где хранился Ковчег Завета. Кохены, считавшиеся «рядовыми» (в Талмуде — кохен хедиот, дословно — «ординарный жрец»), занимались принесением жертв на внешнем жертвеннике при святилище. В исторических книгах Библии содержатся упоминания о выделении среди кохенов «вторых священников», функции которых неясны, и «священников, стоящих на страже у порога» (4Цар. 23:4); встречаются также упоминания других групп кохенов — пкудот, наблюдавшие за порядком во дворах святилища, и «старейшины кохенов». Первая книга Хроник рассказывает, что во времена царя Давида было проведено разделение по жребию на 24 череды коэнов (1Пар. 24). Каждая из черёд (смен) служила при Храме в течение двух недель, в три паломнических праздника в Храме служили все череды одновременно.

## История кохенов
Книга Чисел рассказывает о мятеже против главенства Моисея и Аарона, возглавленном левитом Кореем под лозунгом «всё общество, все святы … почему же вы ставите себя выше народа Господня?» (Чис. 16:1—3). Эта история оценивается как отголосок длительной борьбы между левитами и кохенами.
На основании анализа сведений Библии об отправлениях культа Яхве (в частности, о жертвоприношениях) предполагается, что переход функций священничества к кохенам, как к отдельному сословию, от глав семейства, представителей колен или всего народа, был постепенным и в основном завершился только к концу эпохи Судей, хотя и позже случались жертвоприношения, сделанные помимо кохенов, например, жертвоприношение, сделанное сыном Давида Адонием «у камня Зохелет», и восстановление пророком Илией алтаря на горе Кармел.
Сословие кохенов сохранило своё привилегированное положение и после разрушения первого Храма и прекращения жертвоприношений, и во время вавилонского изгнания. После возвращения изгнанников кохены участвовали в восстановлении стен Иерусалима, руководили восстановлением Храма и снова приступили к выполнению своих культовых обязанностей. Окончательно сложившийся в это время канон Пятикнижия содержит множество подробно детализированных законов, относящихся к функциям, правам и обязанностям кохенов. В их функции входило и хранение свитков Священного Писания в Храме.
Главным средством существования кохенов были дары, подробно записанные в законах Торы: определённые части приносимых в жертву животных, доли муки, масла и других продуктов, первые плоды урожая (биккурим) и денежный выкуп первенцев мужского пола.

## Ограничения и предписания кохенов

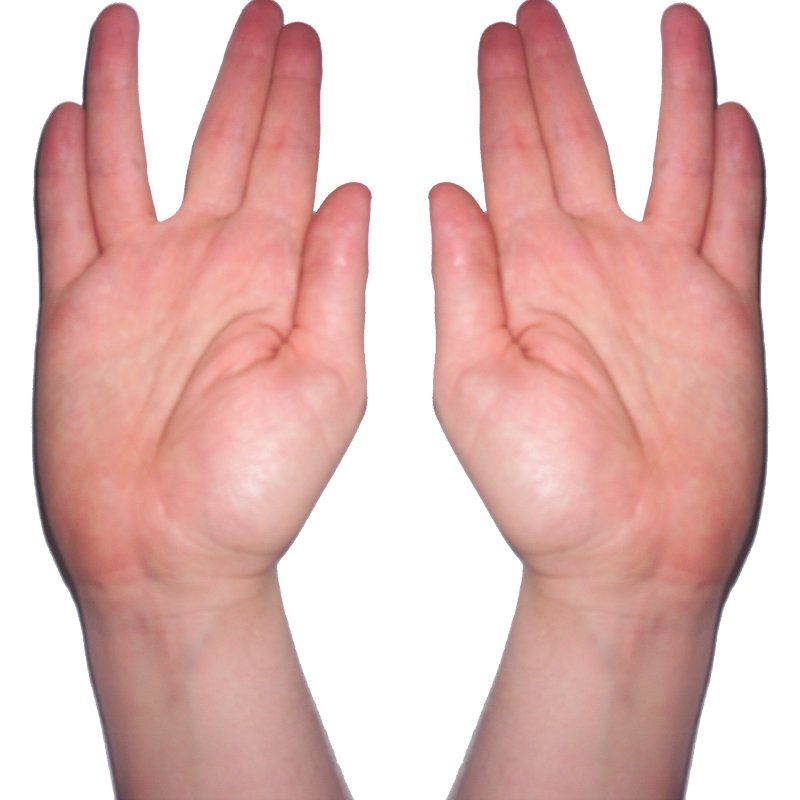
Ритуальное благословение двумя руками, осуществляемое кохеном

Разные книги Торы содержат большое число предписаний относительно обязанностей кохенов, их облачения, сохранения ими ритуальной чистоты.
Обязанности кохенов служить Всевышнему в Храме, который носит название «Дома Святости» (бейт ха-микдаш), налагают на них ряд особых ограничений.

И сказал Господь Моисею: объяви священникам, сынам Аароновым, и скажи им: да не оскверняют себя [прикосновением] к умершему из народа своего; только к ближнему родственнику своему <…> можно ему [прикасаться], не оскверняя себя; <…> Они должны быть святы Богу своему и не должны бесчестить имени Бога своего, ибо они приносят жертвы Господу <…> Они не должны брать за себя блудницу и опороченную, не должны брать и жену, отверженную мужем своим, ибо они святы Богу своему. Святи его, ибо он приносит хлеб Богу твоему: да будет он у тебя свят, ибо свят Я Господь, освящающий вас.
— Лев. 21:1—8
- Кохены не должны осквернять себя прикосновением к мертвецам (за исключением ближайших родственников) и они должны избегать даже пребывания под одной крышей с мёртвым телом. Кохенам также следует избегать посещения кладбищ.
- Наличие ряда перечисленных в Торе телесных пороков лишает кохена права совершать жертвоприношения в Храме (Лев. 21:17—23).
- Под страхом духовного истребления (карет) кохену, осквернившемуся прикосновением к нечистоте или поражённому ритуально нечистым недугом, запрещено вкушать «от святынь Израилевых», до тех пор пока осквернившийся кохен не будет разрешён от скверны.

Чистота и святость священника превыше чистоты и святости прочих людей, поэтому Тора требует, чтобы женой его была женщина, чьё происхождение и репутация не вызывают никаких сомнений. Если кохен брал в жёны женщину, брак с которой был для него запрещён, то бейт дин принуждал его расторгнуть брак с ней. Закон Торы запрещает кохену брать в жёны следующих женщин:
- груша́ — разведённую;
- зона́ — блудницу, под эту категорию попадают также женщины, имевшие запрещённые внебрачные связи;
- гийо́рет — женщину, принявшую иудаизм. Кохен может жениться лишь на еврейке по рождению, в том числе на дочери женщины, прошедшей гиюр (принятие иудаизма);
- халала́ — дочь кохена, рождённую от запретного для её отца брака, например, в браке кохена с блудницей или разведённой.

Разведённая или овдовевшая бездетная дочь кохена должна была вернуться в дом отца. Распутство дочери кохена рассматривается Торой как исключительно тяжёлый проступок и карается сожжением (Лев. 21:9). Первосвященнику также запрещается брать в жёны вдову.
Эти законы не потеряли свою актуальность и по сей день.

## Кохены сегодня
После разрушения Храма кохены утратили большинство своих функций, кроме участия в благословении кохенами народа во время ежедневной молитвы в Израиле (в некоторых сефардских синагогах вне Израиля это также практикуется), и во время дополнительного богослужения в диаспоре, а также совершения обряда выкупа первенца. При чтении свитка Торы в синагоге кохен вызывается первым.
В некоторых еврейских общинах кохены исчезли или перестали играть заметную роль в религиозном ритуале. Отсутствие кохенов в общинах прозелитов исторически объяснимо, отдельные группы курдских евреев, отчасти грузинские евреи ищут этому объяснение в предании о своём происхождении от исчезнувших израильских колен; община Бней-Исраэль — в том, что в группе их предков, бежавших из Эрец-Исраэль, просто не оказалось кохенов, а евреи Хаббана — в своём происхождении от одной семьи, чей род не восходил к колену Леви.
Реформистский иудаизм не признаёт особый статус кохена.

## Принадлежность к кохенам

### Фамилии кохенов
На принадлежность к потомкам кохенов (ааронидам) могут указывать фамилии.
Прежде всего, фамилии непосредственно представляющие собой слово «кохен» в разных вариантах: Коган, Коген, Кохен, Коэн и вариации этой фамилии: Кахана, Кан, Кон, а также фамилии, производные от этих основ, их различные модификации и производные формы: Каганер, Канер, Каганович, и фамилии на основе словосочетаний с основой «кохен»: Баркан (от бар- со значением «сын»), Коэн-Цедек (то есть «праведный кохен»), и другие. Существуют также фамилии, производные от ка́лек слова «кохен», например, некоторые итальянские евреи взяли себе фамилию Сачердоте от итал. sacerdote («священник»).
Немалое число еврейских фамилий-аббревиатур образовано как акронимы-нотариконы от различных словосочетаний, указывающих на кохенов напрямую или косвенно. Другие еврейские фамилии, образованные от еврейских акронимов и имеющие связь с кохенами: Маза (акроним от ми-зера Аарон — «из семени Аарона»), Кашдан, Каждан (акроним от коханим шлухэй ди-шмая нинху — «кохены — посланники Небес»), Кац (акроним от кохен-цедек — «праведный кохен»), и их различные модификации и производные (Кацман, Кацнельсон).
Существуют и фамилии, про которые известно, что они были присвоены конкретному кохену, например, немецкая фамилия Краусхаар (Kraushaar — «кучерявый»), среди носителей фамилии Брунсвик (Brunswick) есть потомки кохена из Брауншвейга, получившего эту фамилию в 1809 году.
Фамилии, производные от основы «кохен» в том или ином виде, широко распространены. Так, в Англии в начале XX века такие фамилии носило 3% всех евреев, в других странах Европы — более 2%. На протяжении истории многие раввины отмечали, что не каждый носящий связанную с кохенами фамилию непременно является кохеном, в частности потому, что евреи нередко брали себе девичью фамилию матери.

#### Традиционные фамилии кохенов
Варианты фамилии Коэн
- Каган, Кахана, Коган, Коген, Кохен, Кан, Кон, Кун[1], Кагана, Кагане[16], Кахан, Кохан, Кахане[11], Койн[18], Когон[19]

Производные от основы «кохен» и её вариантов
- Каганович, Каганер, Каганский,[1] Каганов[20], Коханер[18]
- Канер[13][21], Канович
- Каплан[20]

Сочетание с основой «кохен» и её вариантами
- Баркан (Сын Кана)[12]
- Бен-Коген (Сын Когена)[22]
- Коэн-Абриш, Авриши (от ани бен рабби Ишмаэль — «я сын рабби Ишмаэля», по преданию, основатель рода — первосвященник рабби Ишмаэль бен Элиша — один из Десяти казнённых мудрецов)
- Коэн-Йонатан (по основателю рода по имени Йонатан)
- Коэн-Меламед, Меламед-Коэн (от профессии меламеда)
- Коэн-Скали (потомки кохенского рода, бежавшего в Марокко из Севильи после резни 1391 года
- Коэн-Таннуджи (по городу Танжер)
- Коэн-Цедек («праведный кохен»)[18]

Акронимы и производные от них
- Барбаков (может производиться от бен реб барух коэн — «сын рабби Баруха Коэна»)[23]
- Брик (может производиться от бен рабби йосеф коэн — «сын рабби Йосефа-кохена»), также может иметь другое происхождение (от «Сын раввина Яакова-Копла», или от имени Барух)[источник не указан 2280 дней]
- Брак, Брок (может производиться от бен реб авраам коэн — «сын рабби Аврама-кохена»)[24]
- Бакша (от бней кдошим шель Аарон — «сыны святых [потомков] Аарона»)[источник не указан 2434 дня]
- Каждан, Кашдан (от коханим шлухэй ди-шмая нинху — «кохены — посланники Небес»)[14]
- Кац (от «Коэн-Цедек» — «праведный кохен»), Кацевич, Кацович, Кацнельсон, Каценельсон и т. п.[1][25][26]
- Маза, Мазе (от ми-зера Аарон — «из семени Аарона»)[14][27]
- Шах (может производиться от «Шабтай Коэн», или от сифтей коэн — «Губы кохена», его же сочинение), но эта фамилия может иметь и другое происхождение[28]

Прочее
- Аронис, Аренс[источник не указан 2280 дней]
- Сачердот(е)[29]
- Шиф, Шифф — среди носящих эту фамилию есть потомки коэнского рода Бенедикта Кана из города Франкфурт-на-Майне; в большинстве случаев фамилия имеет другое происхождениe[30]
- Яханун[источник не указан 2280 дней]

### Генетические исследования
Поскольку все кохены должны быть прямыми потомками Аарона по мужской линии, они должны наследовать передающуюся по мужской линии предковую Y-хромосому, иметь общую гаплогруппу, и к ним применимы те же техники генетического анализа, что используются для нахождения Y-хромосомного Адама. С 1990-х годов, наряду с другими исследованиями связи генетики евреев с их демографической историей (например, исследованиями генетической хронологии ашкеназов), провели несколько целевых исследований генетики людей, причисляющих себя к кохенам, либо исследований, включавших анализ этой группы населения; было введено понятие Y-хромосомного Аарона (англ. Y-chromosomal Aaron).
Согласно исследованию Origins of Old Testament priests, опубликованному в журнале Nature в 1998 году, 97 из 106 участвовавших в исследовании кохенов имеют общий набор генетических маркеров, когда среди остальных евреев носителями этих маркеров являются около 60%, что позволяло говорить об общем предке группы кохенов, а расхождение вариаций внутри этой группы началось 2100—3250 лет назад, что может соответствовать периоду Храма (первого). Также было отмечено, что частота общего для кохенов варианта почти одинакова у кохенов-сефардов и кохенов-ашкеназов, несмотря на обособленность двух групп в течение длительного времени. В этом исследовании было введено понятие «модальный гаплотип кохенов» (Cohen Modal Haplotype).
Исследование 2009 года, с привлечением 215 кохенов, показало, что хотя всего среди кохенов в эксперименте было найдено около 20 разных гаплотипов, 46% из них имели маркер J-P58, и гаплотип, определяемый этим маркером (в настоящее время обозначается как J1c3), включает «модальный гаплотип кохенов», и в группе кохенов с этим вариантом гаплотипа расхождение началось 3190 ± 1090 лет тому назад. Среди остальных евреев к тому же гаплотипу принадлежало 14% и расхождение в этой группе началось 19.0 ± 5.6 тысяч лет назад. Этот гаплотип имеет явное ближневосточное происхождение, к нему принадлежат более половины бедуинов, иорданцев и йеменцев и он почти отсутствует вне региона.